# Jules de Chantepie du Dézert
Jules de Chantepie du Dézert (né le 4 juillet 1838 à Le Montet, mort le 8 novembre 1904 à Épizy près de Joigny) est un bibliothécaire français.

## Biographie
Jules Charles Casimir de Chantepie du Dézert naît le 4 juillet 1838 au Montet dans l'Ain, de Philippe Chantepie du Dézert, régisseur comptable aux mines de houille de la ville, et de Julie Hortense Garnier.
Après des études au lycée Louis-le-Grand, Chantepie du Dézert entre en 1858 à l'ENS. Agrégé de lettres, il enseignera dans plusieurs lycées avant de revenir en 1868 à l'ENS où il est nommé maître surveillant et est aussi chargé des fonctions de bibliothécaires. Il devient bibliothécaire titulaire en 1871. Dans ce cadre il réfléchit à l'organisation des bibliothèques de l'enseignement supérieur, à travers notamment un rapport sur la situation allemande qui fera référence.
En 1878, il est l'un des membres fondateurs de la Société pour l’étude des questions d’enseignement supérieur. En compagnie de Lorédan Larchey, il jouera un rôle de premier plan dans l'élaboration des textes qui conduisent à la création du statut des bibliothèques universitaires modernes en France,.
Mécontent du traitement qui lui est accordé, il quitte l'école en 1880 en disponibilité. Il reprend son activité en 1885, nommé inspecteur des bibliothèques universitaires. Le 6 octobre 1885 il est nommé conservateur de la Bibliothèque de la Sorbonne à la suite de Léon Renier.
Le 3 juin 1898, il est nommé inspecteur général hors cadre des bibliothèques.
Au fil de sa vie, il accumule une bibliothèque de près de 30 000 volumes. En 1905, quelques mois après son décès, sa collection est vendue et dispersée.
La Bibliothèque de la Sorbonne conserve l'exemplaire des Caractères de La Bruyère avec les commentaires de Jules de Chantepie du Dézert.